# K Records
K Records é uma gravadora independente de Olympia, Washington, fundada em 1982. O selo lançou materiais de artistas como Beck, Modest Mouse e Built to Spill, no começo de suas carreiras. A gravadora tem sido considerada, desde os anos 1980, "fundamental para o desenvolvimento da música independente".
O selo foi fundado pelo líder da banda Beat Happening Calvin Johnson, sendo gerenciado por Candice Pederson por muitos anos. Nos primeiros anos de atividade, grande parte do material era lançado em fita cassete, o que tornou a gravadora em uma das mais duradouras representantes da "cultura do cassete" dos anos 1970 e 1980.
Embora seu foco estivesse na música pop alternativa e no indie rock, a gravadora DIY está entre os pioneiros do movimento riot grrrl e da segunda onda do punk norte-americano dos anos 1990.

## História

### Formação
Calvin Johnson fundou a K Records com a intenção de distribuir fitas cassete de uma banda local, The Supreme Cool Beings, contendo gravações que ele fez de uma performance para seu programa de rádio na estação KAOS da Evergreen State College. De acordo com a escritora Gina Arnold, o nome "K" vem originalmente de "knowledge" (conhecimento) — conhecimento da cena musical underground regional e de música no geral. Entretanto, Johnson declarou que "o porquê do nome K não está bem claro".
A K Records funcionou na cozinha de Johnson em Olympia até janeiro de 1986, quando ele contratou Candice Pederson em troca de 20 dólares por semana e créditos em aulas na Evergreen State College. Pederson se tornou sócia em tempo integral em 1989 até vender sua metade para Johnson em 1999.
O primeiro lançamento da gravadora em vinil foi o compacto do Beat Happening, "Our Secret / What's Important",  de 1984, mas a maior parte dos lançamentos iniciais do selo eram feitos em fita cassete, com "aproximadamente 20" fitas lançadas, de acordo com uma entrevista à revista Flipside em 1986, além de "mais 4 a caminho".

Johnson comenta:

"Fitas cassete são ótimas para uma cena local como a de Olympia porque uma banda pode lançar uma fita sem gastar suas economias. Se uma banda manda prensar 500 discos, lá se vão todas as suas economias. Mas se você faz uma fita, pode gravar quantas precisar porque elas são baratas e, caso não venda todas, pode reutilizá-las".
Este montante enorme de fitas cassete gravadas por bandas locais deu origem a um negócio de distribuição de material por correios, que mais tarde se tornaria um trabalho de tempo integral para Johnson e Pederson. Um boletim informativo foi lançado como forma de divulgação do serviço, cuja circulação atingiu a marca de 2.000 exemplares em 1986. O selo também se beneficiou de um acordo de distribuição com a gravadora Rough Trade Records em 1985.
O trabalho de distribuição da K Records se expandia à medida que Johnson o divulgava às bandas independentes que ele descobria através de seu programa de rádio na KAOS-FM. As bandas seriam divulgadas através dos boletins e compilações em fitas da K.
Mariella Luz, funcionária de longa data, é a atual gerente geral.

### International Pop Underground
Em 1987, a K Records mudou seu negócio de distribuição de cassetes para a produção de compactos em vinil, através do lançamento da série "International Pop Underground". Naquele ano, a K Records lançou 10 compactos em vinil, trazendo à gravadora contratos regulares com distribuidores, aumentando seu interesse nos lançamentos da K. O lote incluía materiais como o novo single do Beat Happening, "Look Around", e o primeiro de muitos lançamentos do Mecca Normal.
Ao longo do tempo, bandas como Teenage Fanclub, Mirah, The Microphones, The Make-Up, Thee Headcoats e Built to Spill fizeram parte da série.
Em 1991, a K Records organizou o International Pop Underground Convention, com a duração de uma semana. O evento apresentou mais de cinqüenta bandas independentes e punk, incluindo Bikini Kill, Beat Happening, Fugazi, L7, Unwound e Jad Fair e tem sido considerado "um registro notável da auto-preservação musical e da feroz resistência ao domínio corporativo". O festival incluía artesanato, exibição de filmes e declamações de poesias, ficando conhecido pela ausência deliberada de agentes de segurança.

### Dub Narcotic Studio
Em 1993, Johnson converteu seu pequeno porão em um estúdio de gravação, ao qual chamou de Dub Narcotic Studio. A disposição do lugar o permitia receber músicos enquanto gravava e experimentar com técnicas de engenharia de áudio. Beck gravou o álbum One Foot in the Grave pela K Records no Dub Narcotic, disco que se tornou o mais bem-sucedido de sua carreira, em termos de vendas. Entre os álbuns gravados no estúdio estão os primeiros discos do Modest Mouse, os do projeto homônimo de Johnson Dub Narcotic Sound System e o God Don't Make No Junk do The Halo Benders.
O estúdio se mudou para o antigo prédio da Olympia Knitting Mills no final dos anos 1990 e contava com um gravador de 16 canais. A intenção era que o espaço que sobrasse poderia servir de escritório à K Records e de alojamento a artistas e músicos. Outros negócios operavam no prédio, tais como empresas de músicos independentes que ofereciam serviços como agendamento de turnês, divulgação e espaço para estúdio de artistas.
À época, um estudante da Evergreen State College, Phil Elverum do The Microphones, gravou seu primeiro disco, Tests, depois de deixarem as chaves do estúdio com ele. Elverum se tornou parte integrante da sala de controle do Dub Narcotic. Entre os álbuns gravados no estúdio por Elverum estão os da banda Jon Spencer Blues Explosion. O álbum de estréia de Arrington de Dionyso, estudante da Evergreen e estagiário da K, foi gravado e lançado pela K Records como Old Time Relijun. Elverum também gravou no estúdio Mirah Tov Zeitlyn, conhecida como Mirah. Essas bandas ajudaram a marcar uma nova era na sonoridade da K Records, mudando sua ênfase e dando início à produção de discos conhecidos por suas técnicas de produção experimental, mantendo ao mesmo tempo sua característica lo-fi.

## Influência
O selo tem sido influencial na música independente anti-corporativa e na cultura punk underground do DIY ("faça você mesmo"), em particular na cena musical de Olympia, servindo de base para um documentário dirigido por Heather Rose Dominic, intitulado The Shield Around the K, com o slogan de "Do It Yourself".

### Filosofia
Embora o selo tenha feito parte das cenas punk e underground dos anos 1980, tais termos refletiam mais a filosofia da gravadora do que o som produzido por suas bandas.
Al Larsen, da banda Some Velvet Sidewalk, fez parte do rol da K Records. Em 1989, ele escreveu um artigo para o zine Snipehunt em que refletia e distinguia a abordagem da K ao "punk" com um etos que ele cunhou  "Love Rock", no qual se podia ler: “O mundo é assustador mas não precisamos mais ficar assustados. Precisamos de protestos visionários e ativos, precisamos agarrar e fazer a mudança, precisamos parar de reclamar de que não há futuro e insistir que, sim, há um futuro”.  Este manifesto, focando na ética DIY, se tornou uma postura não oficial da gravadora.
Esse ponto de vista via os projetos lo-fi, caseiros, como uma alternativa preferível à cultura corporativista, o que mantinha uma ligação filosófica com o punk. O primeiro boletim informativo da K Records incluía o escudo da K com um cavaleiro, combatendo "o ogro corporativo de muitos braços."
Alguns críticos consideram que esta filosofia interferia negativamente na ascensão ao sucesso no meio mainstream. O escritor Mark Baumgarten nota que a lista das 200 melhores faixas dos anos 1990 ("Top 200 Tracks of the 1990s") da Pitchfork Media incluía seis bandas diretamente relacionadas ao selo (Bikini Kill, Sleater-Kinney, Fugazi, Built to Spill, Beck, and Nirvana) mas apenas um disco efetivamente lançado pela K.

### Twee Punk
Os primeiros materiais da K incluíam encartes com pinturas infantis e desenhos feitos à mão. Devido à estética crua do Beat Happening e seus instrumentos que pareciam brinquedo, e à divulgação nos Estados Unidos de bandas como Heavenly, o selo foi rapidamente associado à cena twee pop. Johnson ficou conhecido como "a primeira estrela do twee norte-americano". 
Alguns críticos sugerem que usar o rótulo "twee" para as bandas da K Records reflete a rejeição que o estilo sofreu, nos anos 1980s, por parte do público hardcore punk e que os artistas da K Records estavam subvertendo o "punk" ao confrontar e ameaçar o sentimento masculinista dentro da cena punk.

### Movimento Riot Grrl
A filosofia do Love Rock também abriu espaço à abordagem feminista do punk que começava a florescer em Olympia, WA assim que a K Records obteve uma presença visível na cidade. O crítico de rock Michael Azerrad escreve que a K era "era uma força poderosa que ampliava o conceito de roqueiro punk, abrangendo um cara de moicano com jaqueta de motoqueiro até uma garota nerd em um cardigã". O fato de uma mulher ser sócia da gravadora refletia a aceitação quanto à participação feminina. Pedersen é citada no zine Jigsaw, da riot grrrl Toby Vail, no qual diz: "acho muito importante que as pessoas saibam que há mulheres... garotas que... fazem mais do que empacotar coisas. ... É realmente importante que as pessoas saibam que existem garotas que estão tomando decisões e fazendo acontecer".
Enquanto Pederson atuava nos bastidores, grupos como Mecca Normal e a presença de Heather Lewis na banda principal da K, Beat Happening, têm sido mencionados como inspiração a muitas bandas femininas da época.
O selo também destacou a participação das mulheres na noite de abertura da International Pop Underground Convention no teatro Capitol, chamada de "Love Rock Revolution Girl Style Now" ou "Girls Rock Night", dedicada a 15 bandas lideradas por mulheres como o Bratmobile, primeira banda exclusivamente feminina de Olympia, e que apresentou bandas com membros futuros de grupos como Sleater-Kinney e Bikini Kill.
Muitas bandas riot grrrl lançariam seus materiais por outro selo de Olympia, Kill Rock Stars, o qual divulgou uma compilação na International Pop Underground Convention. Embora a Kill Rock Stars entrasse em conflito financeiro com a K Records sobre a coletânea, o Bikini Kill e outras bandas se mudaram para a Kill Rock Stars devido a uma preferência por sua estética  "grunge", característica de seus discos. Corin Tucker do Sleater-Kinney disse que "não é que não amávamos Calvin e a K; tem mais a ver com essa coisa nova que estava começando e que ia ser muito empolgante".

### Parcerias

#### DisKord
Em 1989, Johnson se encontrou com Ian MacKaye, diretor da Dischord Records e líder do Fugazi, o qual apresentou Johnson à banda de hardcore R&B Nation of Ulysses. Ambos concordaram em lançar seu álbum através de uma parceria, chamada de DisKord Records, que lançou também o álbum de 1991 da banda Autoclave, "Go Far." Essa parceria foi também responsável por turnês conjuntas entre bandas punk de Olympia e Washington, DC.

#### Kill Rock Stars
O selo Kill Rock Stars, também baseado em Olympia, produzia exclusivamente material de spoken word até Calvin encorajar a gravadora a lançar uma coletânea de bandas locais em virtude da International Pop Underground Convention. Calvin forneceu metade das gravações para o disco. Devido ao sucesso mainstream do Nirvana, cuja faixa "Beeswax" pertencia exclusivamente à compilação, a demanda pelo disco aumentou tanto a ponto de a K Records fechar um acordo de distribuição com a Kill Rock Stars. O recolhimento dos direitos autorais e sua distribuição à Kill Rock Stars foi motivo de desentendimento entre as gravadoras, o que levou ao término de seu relacionamento comercial.